# Ol Kerkhof (Scheemda)
Ol Kerkhof is de benaming in de volksmond voor de vroegere locatie van de kerk van Scheemda in de Nederlandse provincie Groningen. Het betreft de oude plek van het dorp Scheemda. Puinsporen in de omgeving van Ol Kerkhof wijzen vermoedelijk op de locatie van vroegere huizen van het oude dorp Scheemda. Dit zal gezien de strokenverkaveling waarschijnlijk een lintdorp zijn geweest.

## Locatie
De plek bevindt zich ten noorden van Scheemda en ten oosten van de Pastorieweg, onder het tracé van de A7 en is aan de oppervlakte daardoor niet zichtbaar. Voorafgaand aan de aanleg van deze snelweg werden bij archeologische opgravingen in 1988 en 1989 de restanten blootgelegd van twee kerken die hier achtereenvolgens stonden. Ten zuidenwesten van het gebied werd in 2018 het Ommelander Ziekenhuis gerealiseerd. 

## Eerste kerk
Op het zuidelijke deel van het terrein werd bij de opgravingen een kruiskerk uit waarschijnlijk het eerste kwart van de 13e eeuw blootgelegd. De kerk bezat een rechte koorsluiting en een aangebouwde toren, die waarschijnlijk het aanzicht had van een gereduceerd westwerk. De twee meter brede fundamenten van de kerk waren gefundeerd op een spaarboogfundering van bogen op stiepen. In de kerk werden de aanzetten van het altaar en mogelijk ook van een trap naar het verhoogde koor gevonden. De kerk mat inclusief toren buitenwerks ongeveer 42 bij 11 meter met een dwarsschip van ongeveer 27 bij 11 meter. Binnenwerks mat de kerk ongeveer 30 bij 6,5 meter en in het dwarsschip ongeveer 22 bij 6 meter. De toren had mat binnenwerks ongeveer 4 bij 6 meter. 

## Tweede kerk
50 tot 75 jaar later, waarschijnlijk in het derde kwart van de 13e eeuw, werd de eerste kerk al weer vervangen door een grotere kruiskerk met een vrijstaande toren. Deze kerk leek gezien de aangetroffen fundamenten en muurresten waarschijnlijk op de kerk van Garmerwolde. De nieuwe kruiskerk werd iets noordelijker op een verhoogd kerkhof geplaatst, dat omringd werd door een muurtje en een ongeveer 6 meter brede gracht, die waarschijnlijk ook een verdedigende functie had., ook gezien de vondst van een pijlpunt, een haakbuskogel en een aantal schijfvormige projectielen. Aan zuidzijde kon het gebouw worden bereikt via een stenen voetpad over een brede dam met aan binnenzijde een poortgebouw of overkluisde ingang. De restanten van de eerste kerk bevinden zich recht voor de ingang. Een deel van de stenen van de eerste kerk werd gebruikt in de funderingen van de tweede kerk. De kerk mat buitenwerks ongeveer 38 meter bij 12 meter en het dwarsschip ongeveer 31 bij 12 meter. Binnenwerks mat de kerk ongeveer 33 bij 7,5 meter en het dwarsschip ongeveer 25 bij 5,5 meter. Aan zuidzijde was de kerk tussen schip en dwarsschip uitgebreid met een kleine zijbeuk.
De westmuur van de zijbeuk sloot aan binnenzijde aan op een muur die het schip in tweeën deelde. Een dergelijke scheidingsmuur is door Van Giffen ook aangetroffen in de kerk van Termunten en zou mogelijk als scheiding kunnen hebben gediend tussen de monniken (kapittelzaal) en de parochianen. Deze scheiding zou dan ter vervanging van de in de eerste kerk aanwezige liturgische scheiding (door middel van het westwerk) hebben gediend, die was verdwenen doordat de toren nu vrijstaand werd gebouwd. Het is echter onbekend of er in deze kerk werkelijk een scheiding was tussen monniken en parochianen.
Aan westzijde van de tweede kerk stond een vrijstaande lage toren die gezien de 2,5 meter brede fundamenten en een grondplan van 10 bij 10 meter waarschijnlijk leek op de torens van de kerken van Noordbroek en Zuidbroek.
Ten zuiden en zuidwesten van de kerk werden gezien de vondst van ruim 50 graven waarschijnlijk de meeste doden ter aarde besteld. Hier werden ook twee grafkeldertjes aangetroffen.

## Verplaatsing
Ten tijde van de uitbreiding van de Dollard in het einde van de vijftiende eeuw werd het dorp Scheemda, net als veel andere dorpen in het Oldambt, verplaatst een hoger gelegen keileemopduiking. Onderzoek naar diatomeën heeft laten zien dat het dorp al voor de komst van het zeewater moet zijn verlaten. De nieuwe kerk van Scheemda werd gebouwd op het land van dezelfde opstrekkende heerd, die tot 1973 eigendom bleef van de hervormde kerk van Scheemda, De nieuwe plek was slechts 700 meter van de kerk van Eexta, maar was vermoedelijk eerder nog bedekt met hoogveen.